# Vlag van Yonne

Vlag van Yonne

De vlag van Yonne is de niet-officiële vlag van het Franse departement Yonne. Net als de meeste andere departementen van Frankrijk heeft Yonne geen officiële vlag, maar wordt de hier rechts afgebeelde vlag op niet-officiële wijze gebruikt. De vlag is afgeleid van het wapen van dit departement.
De vlag bestaat uit drie kwartieren:
- Linkerbovenhoek: Een blauw veld bezaaid met gele lelies, omringd door een rood-wit geblokte rand.
- Rechterbovenhoek: Een veld met diagonale blauwe en gele strepen, omringd door een rood kader.
- Onderste gedeelte: Een gele achtergrond met een blauwe Y-vorm die zich naar beneden uitstrekt.

Het ontwerp toont gedeeltelijk die van Bourgondië, met een Y-vorm die de beginletter van het departement voorstelt. De vlag is geïnspireerd op het ontwerp van het wapen dat in 1950 is voorgesteld door Robert Louis.
Naast deze vlag is er een logovlag in gebruik.

Vlag van Bourgondië
Logovlag